# Бела (Камник)
Бела (словен. Bela) — поселення в общині Камник, Осреднєсловенський регіон, Словенія. Висота над рівнем моря: 473,8 м.